# Lukáš Vágner (politik)
Lukáš Vágner (* 26. listopadu 1980) je český politik, právník a ekonom, od září do října 2021 poslanec Poslanecké sněmovny PČR, v letech 2010 až 2018 a opět v letech 2020 až 2022 zastupitel města Rajhrad v okrese Brno-venkov, bývalý člen ČSSD. V roce 2024 se stal členem strany Právo Respekt Odbornost Jindřicha Rajchla.

## Život
Ve volbách 2010 a 2014 jako své povolání uváděl „tajemník“. Působil jako asistent senátora za ČSSD Jana Žaloudíka.
Lukáš Vágner žije ve městě Rajhrad v okrese Brno-venkov.

## Politické působení
V komunálních volbách v roce 2010 byl zvolen zastupitelem města Rajhrad, a to z pozice člena a lídra kandidátky ČSSD. Ve volbách v roce 2014 mandát zastupitele města obhájil, a to opět jako lídr kandidátky ČSSD. Kandidoval také ve volbách v roce 2018 jako člen ČSSD na kandidátce subjektu „Společně pro Rajhrad“ (tj. ČSSD a nezávislí kandidáti), avšak tentokrát neuspěl a skončil na místě prvního náhradníka. Do městského zastupitelstva se vrátil v únoru 2020, když jeho stranickému kolegovi Tomáši Soukalovi zanikl mandát. Ve volbách v roce 2022 již nekandidoval.
Ve volbách do Poslanecké sněmovny PČR v roce 2017 kandidoval za ČSSD v Jihomoravském kraji, ale neuspěl, stal se třetím náhradníkem. Nejprve se už v březnu 2018 vzdal mandátu poslance Bohuslav Sobotka, o více než tři roky později zanikl mandát poslance jeho nástupci Romanu Sklenákovi, jelikož se stal členem Kolegia NKÚ. Další náhradník v pořadí (Jiří Petrů) odmítl mandát přijmout, a tak se dne 17. září 2021 stal novým poslancem právě Vágner. Ve volbách do Poslanecké sněmovny PČR v roce 2021 obhajoval mandát poslance na 6. místě kandidátky ČSSD v Jihomoravském kraji, působil rovněž jako krajský manažer volební kampaně. Nicméně neuspěl, strana se do Sněmovny totiž vůbec nedostala.
V lednu 2024 se stala místopředsedou jihomoravské krajské organizace strany Právo Respekt Odbornost Jindřicha Rajchla.